# 1802 في الولايات المتحدة
فيما يلي قوائم الأحداث التي وقعت خلال عام 1802 في الولايات المتحدة.

## سياسة

### تعيين في المنصب
- 23 فبراير – ديويت كلينتون عضو مجلس الشيوخ الأمريكي.

### انتهاء فترة المنصب
- 5 فبراير – جون آرمسترونغ الابن عضو مجلس الشيوخ الأمريكي.
- 1 ديسمبر – جيمس مونرو حاكم فرجينيا [الإنجليزية]‏.

## مواليد

### يناير
- 1 يناير – جون بيرسون سياسي أمريكي.

### فبراير
- 11 فبراير – ليديا ماريا تشايلد

### أبريل
- 6 أبريل – توماس ووكر غيلمر سياسي أمريكي.
- 17 أبريل – جون بولوك كلارك سياسي أمريكي.

### يونيو
- 10 يونيو – يعقوب فراي، الابن سياسي أمريكي.

### يوليو
- 1 يوليو – جدعون ويلز سياسي أمريكي.

### أغسطس
- 10 أغسطس – ديكسون هال لويس سياسي أمريكي.

### سبتمبر
- 4 سبتمبر – ألفريد كومينغ سياسي من الولايات المتحدة الأمريكية.

## وفيات

### مايو
- 22 مايو – مارثا واشنطن (مواليد 1731) سياسية من الولايات المتحدة الأمريكية.

### يوليو
- 6 يوليو – دانيال مورغان (مواليد 1736) سياسي أمريكي.